# Philip Anschutz
Philip Frederick Anschutz (* 28. Dezember 1939 in Russell, Russell County, Kansas) ist ein US-amerikanischer Unternehmer und Milliardär. Das Wirtschaftsmagazin Forbes führte ihn 2020 auf Rang 50 der reichsten US-Amerikaner. Er gilt als Konservativer. In Deutschland ist er mit einem Immobilienprojekt (Uber Arena) und im Eishockey-Sport aktiv (Eisbären Berlin und bis 2016 Hamburg Freezers).

## Leben
Anschutz übernahm in den 1960er Jahren das Öl-Unternehmen seines Vaters. Sein Großvater väterlicherseits, Carl Anschutz (ursprünglich Anschütz), war mit seiner wolgadeutschen Familie aus Russland in die USA ausgewandert. Er gründete die Farmers State Bank in Russell, Kansas. 1968 stieß Philip Anschutz auf einem Feld auf Öl und nahm einen Kredit auf, um alle angrenzenden Grundstücke zu kaufen. Als es an der Quelle zu einer Explosion kam, engagierte Anschutz den berühmten Feuerbekämpfer Red Adair. Anschutz verkaufte die Drehrechte über den Rettungseinsatz an Hollywood, wo gerade ein Film in Anlehnung an Adairs Leben gedreht wurde. Die damit verdienten 100.000 Dollar deckten die Kosten des Einsatzes.
1984 erwarb Anschutz die Muttergesellschaft der Denver and Rio Grande Western Railroad, die Rio Grande Industries. Vier Jahre später erwarb die Rio Grande Industries die Southern Pacific Railroad. Anschutz übernahm den Posten des Chairman of the Board dieser Bahngesellschaft und war von 1988 bis 1993 auch Chief Executive Officer. Durch die Fusion der Union Pacific Railroad und der Southern Pacific 1996 wurde Anschutz mit sechs Prozent der Aktien der größte Teilhaber der Union Pacific.
Außerdem ist er Mitbesitzer der Eishockey-Franchise Los Angeles Kings in der National Hockey League.
Über die Anschutz Entertainment Group gehörten ihm die Eisbären Berlin zu 100 Prozent. Bis zur Saison 2015/2016 gehörten ihm die Hamburg Freezers zu 70 Prozent. Für Letzteres Team entschied er sich, keine Lizenz für die Saison 2016/2017 zu beantragen, woraufhin die Hamburg Freezers aufgelöst wurden.
Einen Hauptteil des Geschäftsfeldes von Anschutz machen weiterhin der Bau und die Vermarktung von Immobilien aus. So wurde im September 2008 in Berlin sein 160 Millionen Euro-Bau O2 World (2015–2024: Mercedes-Benz-Arena, seit 2024: Uber Arena) eröffnet, die mit 17.000 Plätzen zweitgrößte Multifunktionshalle Deutschlands.
Der Presse gegenüber ist er zurückhaltend; seit 1974 hat er kein Interview mehr gegeben. Zusammen mit seiner Familie lebt er in Denver. Er gilt ferner als großer Kunstsammler.

## Politische Haltung
Vorgeworfen wird Anschutz, als konservativer Republikaner Kampagnen gegen Homosexuelle zu unterstützen. Ferner ist bekannt, dass mit dem Discovery Institute auch eine große, Intelligent Design propagierende Denkfabrik durch seine Gelder mitfinanziert wird. Seit 2009 bis zur Einstellung im Dezember 2018 finanzierte er über seine Clarity Media Group das konservative Wochenblatt The Weekly Standard.